# ANZUS
L'Organització de Seguretat i Assistència entre Austràlia, Nova Zelanda i els Estats Units (en anglès: Australia, New Zealand, United States Security Organization, ANZUS) és una organització internacional d'àmbit regional que neix d'un tractat no vinculant de seguretat col·lectiva de 1951 entre Austràlia i Nova Zelanda i, per separat, Austràlia i els Estats Units, per a cooperar en assumptes militars a la regió de l'oceà Pacífic, tot i que avui en dia es considera que el tractat es refereix a conflictes a tot el món. Estableix que un atac armat a qualsevol de les tres parts seria perillós per a les altres, i que cadascuna hauria d'actuar per a fer front a l'amenaça comuna. A més a més, crea un comitè de ministres d'afers exteriors que pot reunir-se per a consultar.
El tractat va ser un dels quals els Estats Units va formar en l'època de 1949-1955 com a part de la seva resposta col·lectiva a l'amenaça del comunisme durant la Guerra Freda. Nova Zelanda va ser suspesa d'ANZUS en 1986 en iniciar una zona lliure d'armes nuclears en les seves aigües territorials; a la fi de 2012, Nova Zelanda va aixecar la prohibició de les visites dels vaixells de guerra dels Estats Units, la qual cosa va conduir a una disminució de les tensions. Nova Zelanda manté una zona desnuclearitzada com a part de la seva política exterior i està parcialment suspesa d'ANZUS, ja que els Estats Units manté una política ambigua sobre si els vaixells de guerra porten o no armes nuclears i opera nombrosos portaavions i submarins de propulsió nuclear. Tot i això, Nova Zelanda va reprendre àrees clau del tractat ANZUS en 2007.